# Aziza (film)
Pour les articles homonymes, voir Aziza.
Pour plus de détails, voir Fiche technique et Distribution.
Aziza (arabe : عزيزة) est un film tunisien réalisé en 1980 par Abdellatif Ben Ammar. Il est sélectionné à la Quinzaine des réalisateurs au Festival de Cannes 1980. La même année, il obtient le Tanit d'or aux Journées cinématographiques de Carthage (JCC).

## Synopsis
Vers 1980, en Tunisie, Si Béchir, vieil artisan, vend sa maison et quitte avec sa famille la médina de Tunis pour s'installer dans une nouvelle cité à la périphérie de la capitale. Avec son fils Ali et sa nièce Aziza, le vieux monsieur découvre un nouveau mode de vie dans une Tunisie en plein changement. Aziza se lie d'amitié avec Aïcha, une jeune actrice, tandis qu'Ali multiplie les échecs dans ses petites affaires. L'arrivée d'un cheikh du golfe Persique va nourrir toutes les convoitises dans la cité, dont celles d'Ali. Mais le rêve est de courte durée.

## Fiche technique
- Réalisation : Abdellatif Ben Ammar
- Scénario : Abdellatif Ben Ammar
- Son : Faouzi Thabet
- Musique : Ahmed Malek
- Montage : Moufida Tlatli
- Production : SATPEC, Latif Productions et Radiodiffusion-télévision algérienne (RTA)
- Langue : arabe
- Format : couleur (35 mm)

## Distribution
- Yasmine Khlat : premier prix d'interprétation féminine au Festival du film de Tachkent en 1980
- Raouf Ben Amor
- Mouna Noureddine
- Mohamed Zinet
- Dalila Rammes
- Taoufik Jebali
- Abdelmajid Lakhal